# Vannellidae
Vannellidae es una familia distintiva de Amoebozoa incluida en su propio orden. Durante la locomoción tienden a tener una forma aplanada y en abanico, aunque algunos son largos y estrechos, y un margen claro prominente en la parte anterior. En la mayoría de las amebas el endoplasma se desliza hacia delante a través del centro de la célula, pero los vannellidae realizan un movimiento ondulatorio de la membrana externa que se desplaza como la banda de rodadura de un tanque.
Estas amebas tienen generalmente un tamaño de 10-40 μm, pero algunas son más pequeñas o más grandes. El género más común es Vannella, encontrada principalmente en suelos, pero también en hábitats de agua dulce y marinos. Las filogenias moleculares los incluyen en la clase Discosea como grupo hermano de los demás, que tienen subseudopodia.